# 宮古市警察
宮古市警察（みやこしけいさつ）は、かつて存在した岩手県宮古市の自治体警察。

## 概要
旧警察法の施行で、従来の岩手県警察部が解体され、1948年（昭和23年）3月7日に宮古市警察署が設置された。
1954年（昭和29年）に、それまでの旧警察法が全面改正されて新たに新警察法が公布された。これにより国家地方警察と自治体警察が廃止され、新たに都道府県警察として岩手県警察本部が発足。宮古市警察も岩手県警察に統合され、姿を消した。